# Sedayu (Jumantono)
Sedayu is een bestuurslaag in het regentschap Karanganyar van de provincie Midden-Java, Indonesië. Sedayu telt 3889 inwoners (volkstelling 2010).